# Innovation Tower
Jockey Club Innovation Tower es un edificio de estilo neofuturista de la Universidad Politécnica de Hong Kong. Fue diseñado por la arquitecta Zaha Hadid, ganadora del Premio Pritzker. Este edificio fue la primera obra permanente de Hadid en Hong Kong. Aunque originalmente sería terminado a fines de 2011, no fue sino hasta mediados de 2013 que se completó su construcción.

## Estética
La torre está localizada en el extremo noroeste del campus de la Universidad Politécnica en Hung Hom. Con su construcción, proporcionó 12 000 metros cuadrados de superficie operacional y es capaz de acoger aproximadamente a 1800 funcionarios y estudiantes.

## Usos académicos
La torre alberga la Escuela de Diseño y sus especializaciones, concretamente Diseño Medioambiental, Diseño Industrial y de Producto, Comunicación Visual, así como Diseño de Publicidad y Digital.

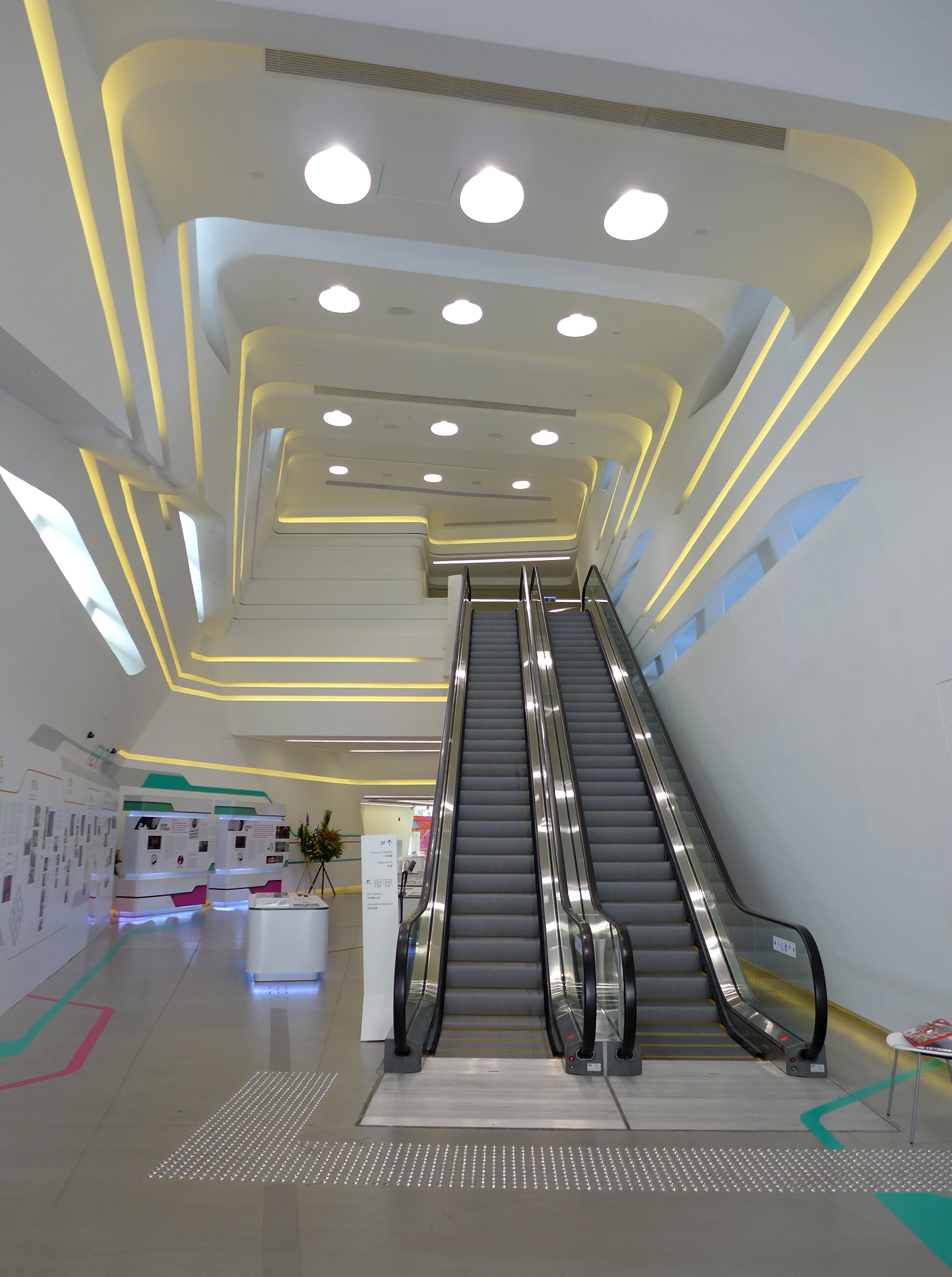
Atrio de entrada
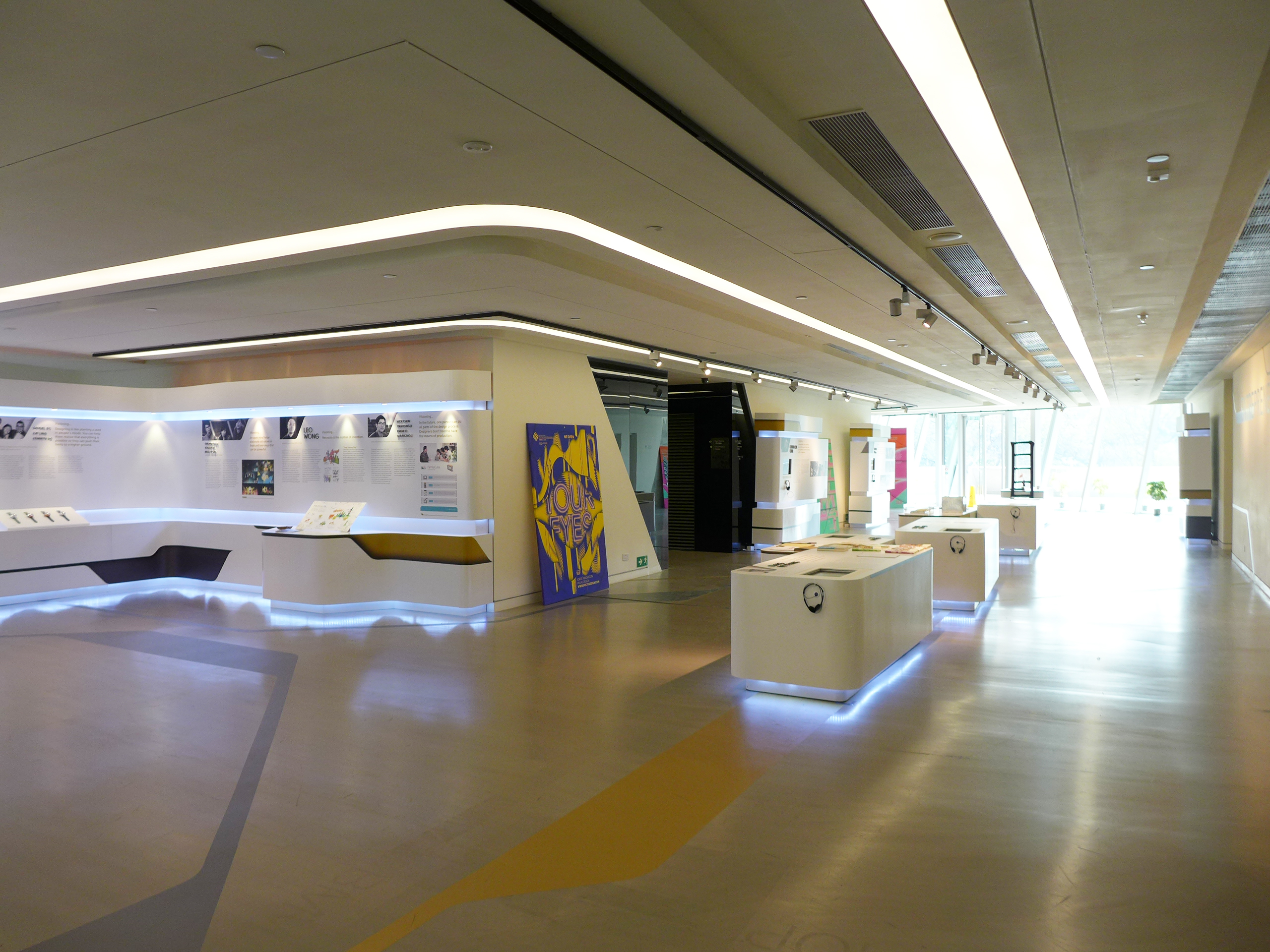
Galería de exposición en la planta baja
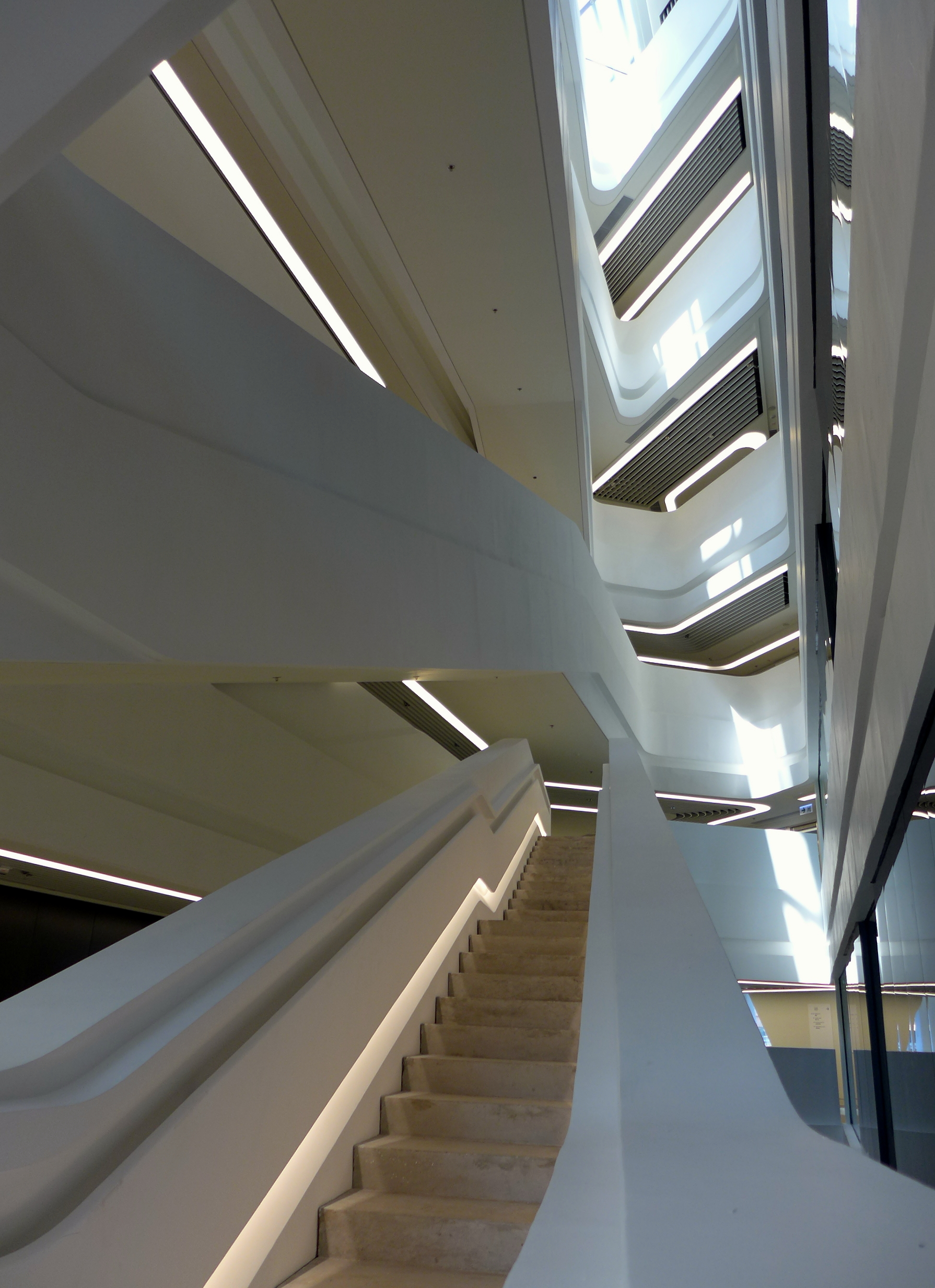
Escalera dentro de la torre
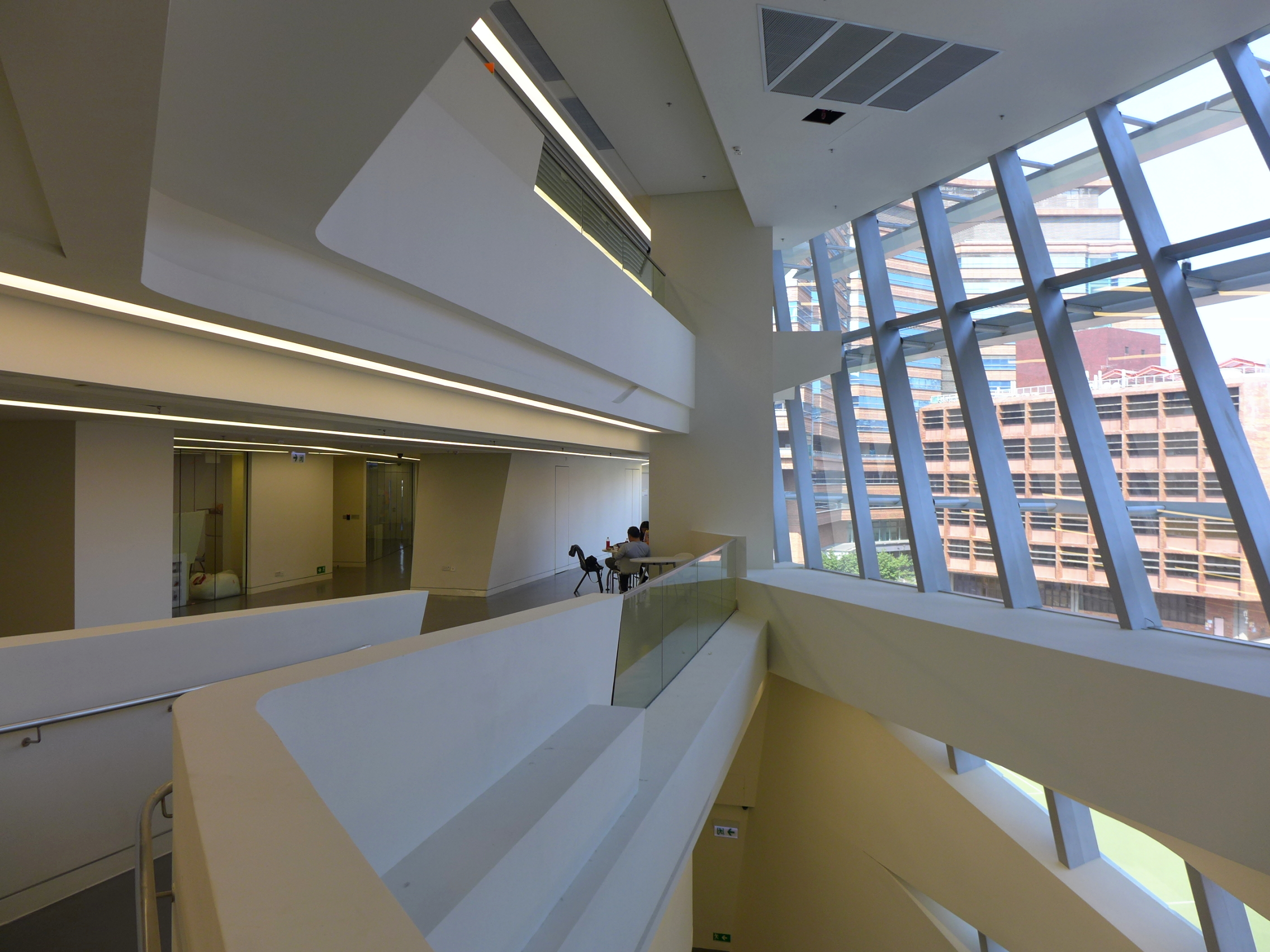
Área común
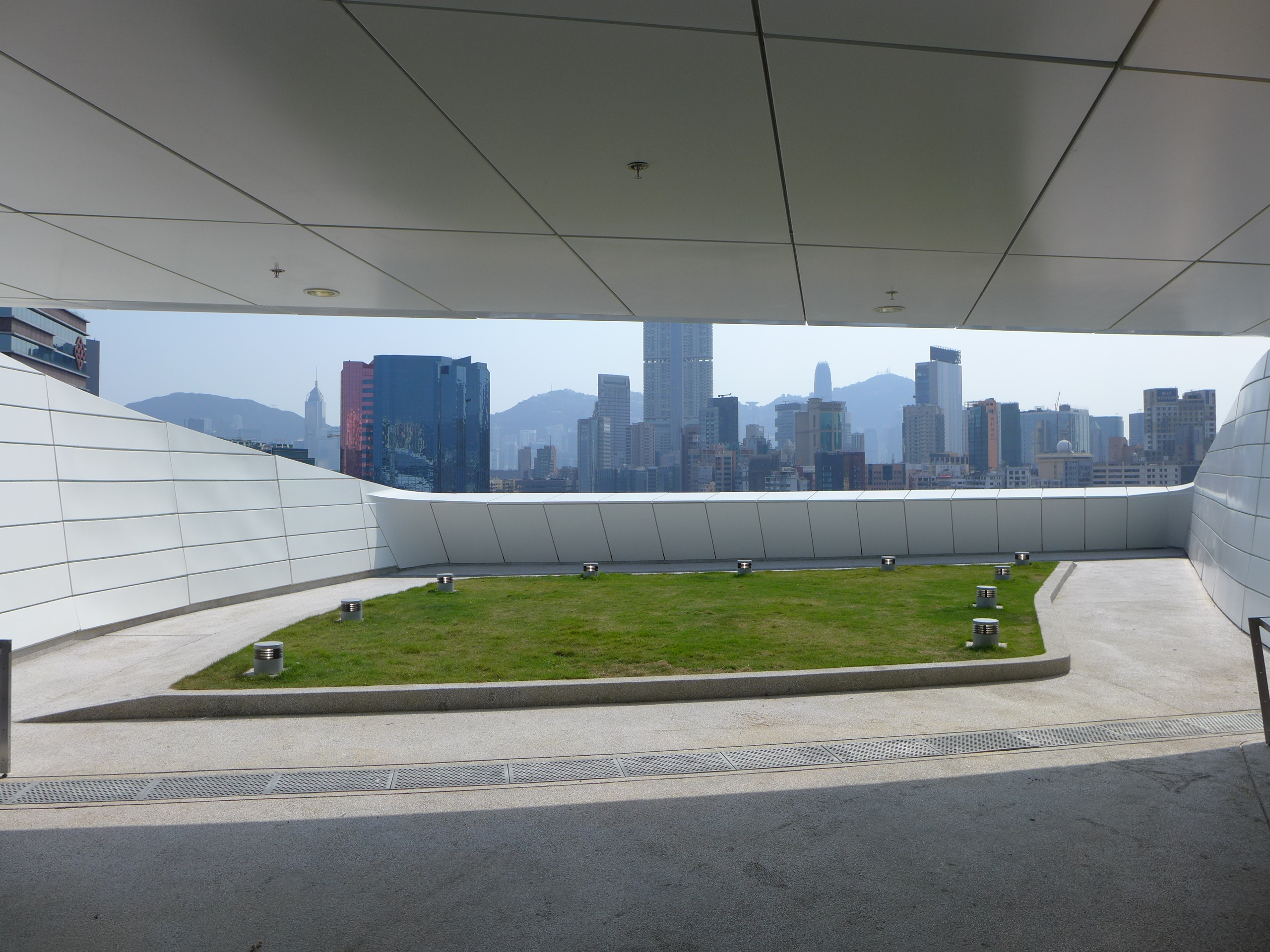
Podio exterior

## Financiamiento
En julio de 2011, el Jockey Club de Hong Kong aprobó financiar la Innovation Tower con 249 millones de dólares de Hong Kong. Por ello, la torre fue rebautizada Jockey Club Innovation Tower.